# Cathédrale Saint-Pierre-et-Saint-Paul d'Aného
Cette  cathédrale n’est pas la seule cathédrale Saint-Pierre-et-Saint-Paul.
La cathédrale Saint-Pierre-et-Saint-Paul est une cathédrale catholique située à Aného, au Togo. Elle est le siège du diocèse d'Aného.